# Afromontane zone

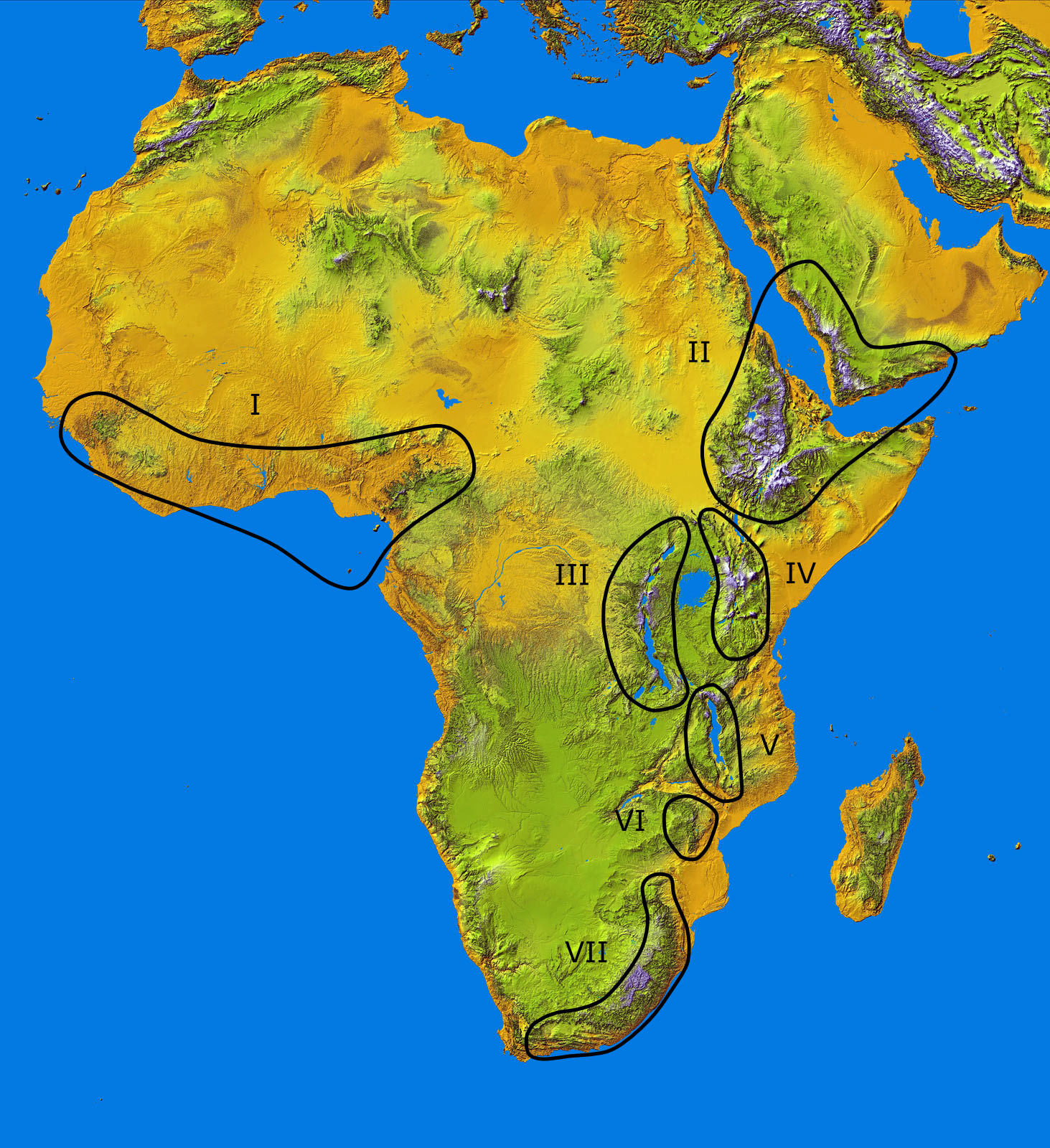
De zeven Afromontane zones

Een Afromontane zone is een uitgestrekt gebied dat ecologisch gekenmerkt wordt door flora en fauna die karakteristiek zijn voor bergen in het Afrotropisch gebied. Er worden zeven Afromontane zones onderscheiden, die verspreid liggen over tropisch Afrika en het zuidelijke gedeelte van het Arabisch Schiereiland.
Afromontane zones bestaan veelal uit subregio's die van elkaar gescheiden zijn door lager gelegen gebieden. Ze vormen zo sky islands en daarom wordt de gehele verzameling zones ook wel de Afromontane archipel genoemd.

## Geografie
De meeste zones van de Afromontane archipel bevinden zich in de Grote Slenk, een riftvallei die loopt van Syrië tot Mozambique. Daarnaast is er nog een zone in West-Afrika en een in Zuidelijk Afrika. Meer precies gaat het om de volgende zones:
- Zone I, het West-Afrikaans Hoogland en het Kameroens Hoogland; deze zone strekt zich uit over grote delen van de West-Afrikaanse landen Kameroen, Nigeria, Bioko en Sao Tomé
- Zone II, het Ethiopisch Hoogland en het Arabisch Hoogland; deze zone omvat delen van Saoedi-Arabië, Jemen, Ethiopië, Eritrea, Djibouti en Somalië
- Zone III, het Westelijk Rift, dat delen beslaat van Burundi, Congo-Kinshasa, Rwanda, Oeganda en Tanzania
- Zone IV, het Oostelijk Rift, dat zich bevindt in Kenia, Soedan, Tanzania en Oeganda
- Zone V, het Zuidelijk Rift, dat gelegen is in Malawi, Tanzania en Zambia
- Zone VI, de Oostelijke Hooglanden, die zich bevinden in Mozambique en Zimbabwe
- Zone VII, Drakensbergen dat in Zuidelijk Afrika gelegen is in Lesotho, Zuid-Afrika en Swaziland.

De hoogte waarop in een Afromontane zone de montane biotoop aangetroffen wordt, hangt af van plaats op aarde en dan vooral van de breedtegraad. Vlak bij de evenaar beginnen de karakteristieke hellingbossen bij een ondergrens tussen 1500 tot 2000 meter, in Zuid-Afrika echter reeds op 300 meter hoogte.

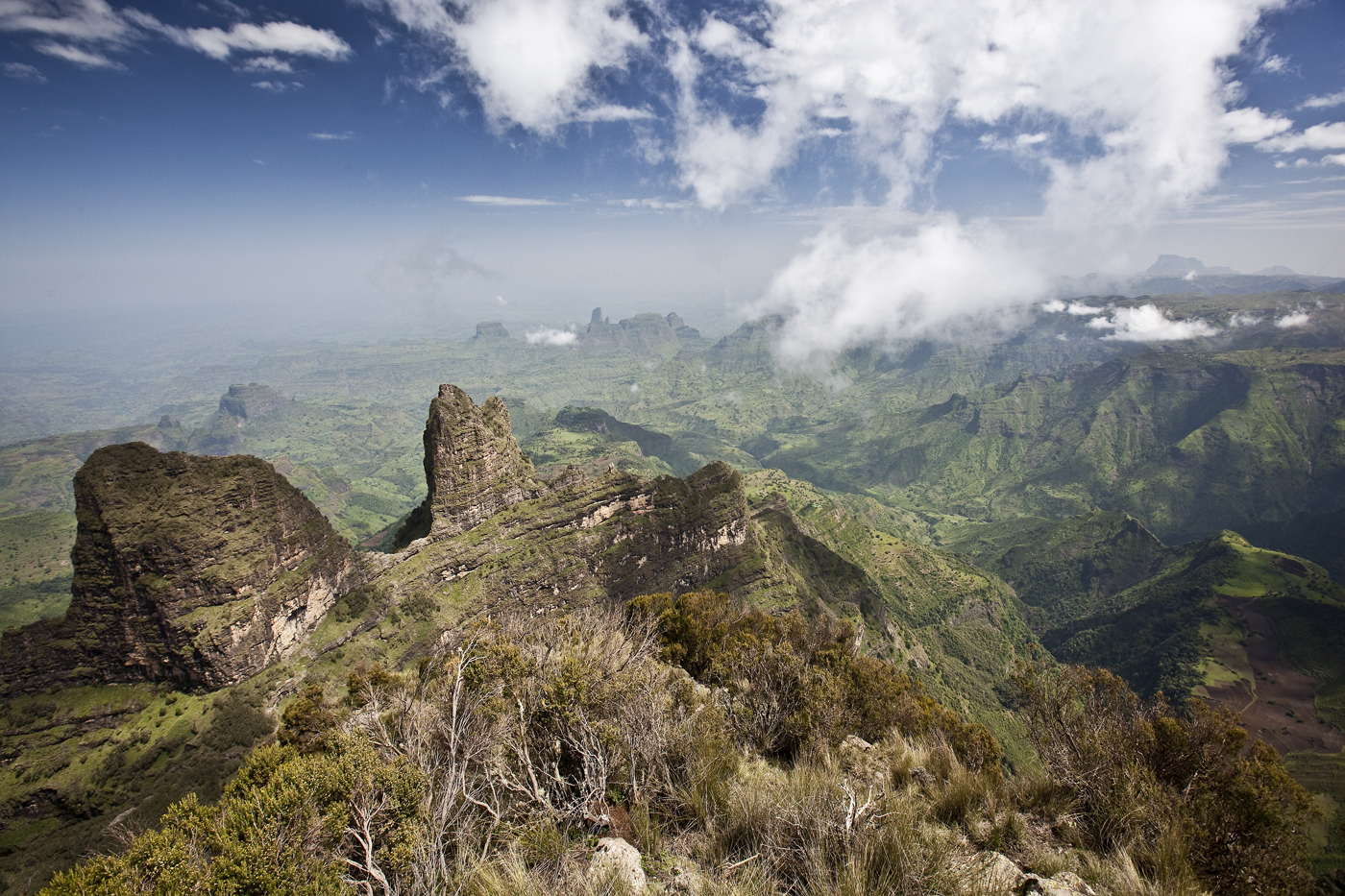
Het Semiengebergte in het Ethiopisch Hoogland
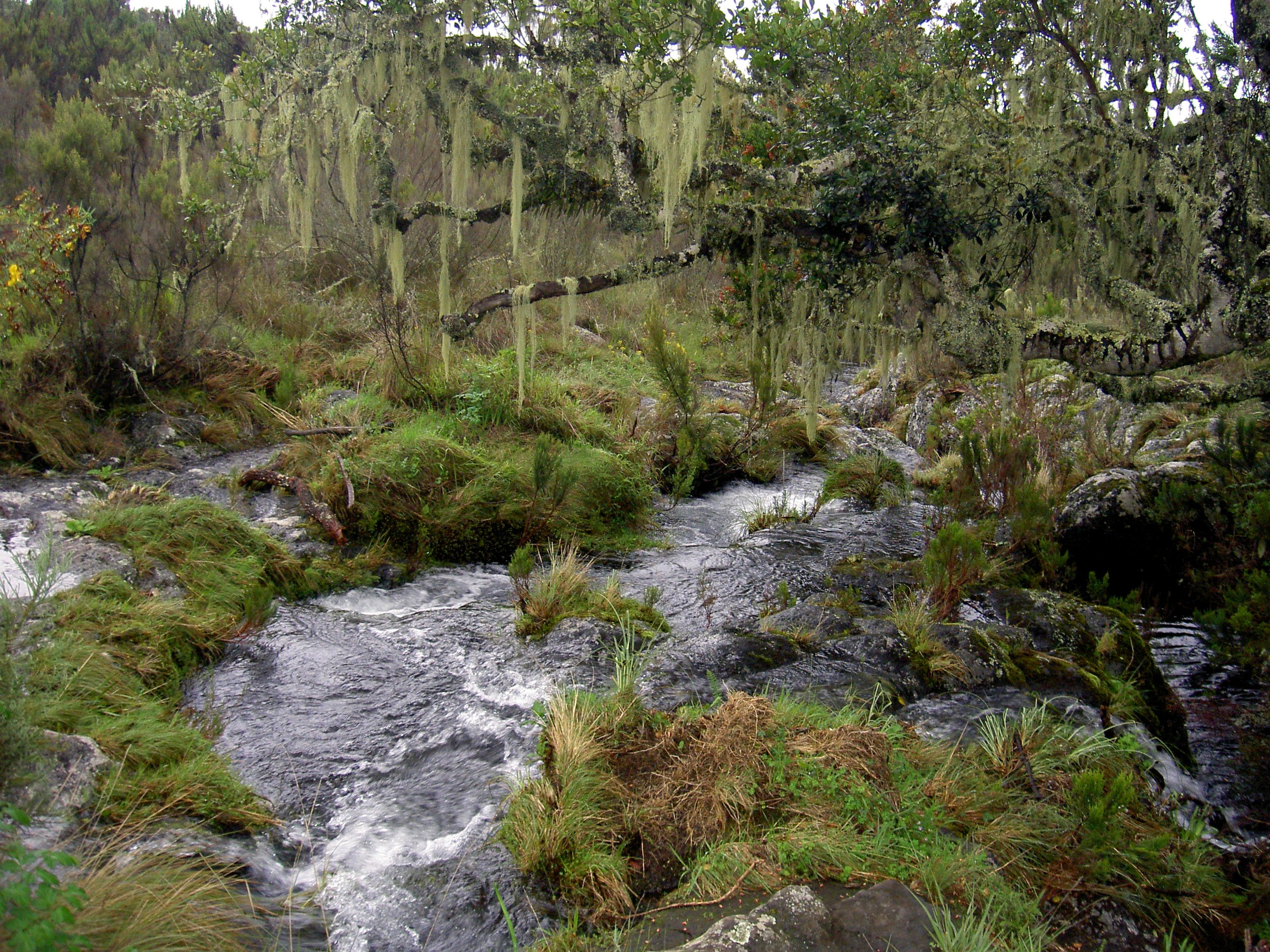
Een nevelwoud op de Kilimanjaro
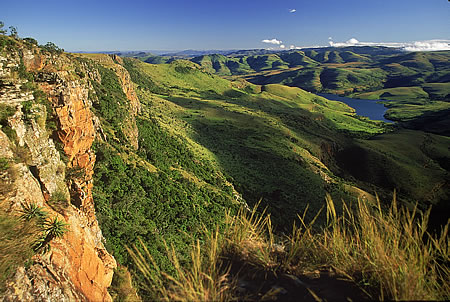
De Drakensbergen in het zuiden van Afrika

## Flora
Al liggen de verschillende afromontane sky islands over een groot gebied verspreid, de hellingbossen bevatten over het algemeen eenzelfde mix van typische plantensoorten die niet voorkomen in de omliggende laaglanden. Typische bomen in deze wouden zijn coniferen van de geslachten Podocarpus en Afrocarpus, Prunus africana, Hagenia abyssinica, Juniperus procera en Olea-soorten. Het gebied voorbij de boomgrens wordt aangeduid als de Afroalpiene zone en bevat een vegetatie die bestand is tegen droogte en grote temperatuurverschillen.